# مارکو دی ویتو
مارکو دی ویتو (انگلیسی: Marco De Vito؛ زادهٔ ۱۴ ژانویهٔ ۱۹۹۱) بازیکن فوتبال اهل ایتالیا است.
از باشگاه‌هایی که در آن بازی کرده‌است می‌توان به باشگاه فوتبال کیه‌وو ورونا و باشگاه فوتبال رجینا اشاره کرد.